# Aedimorphus mathioti
Aedimorphus mathioti is een muggensoort uit de familie van de steekmuggen (Culicidae). De wetenschappelijke naam van de soort is voor het eerst geldig gepubliceerd in 1985 door Fontenille & Brunhes.